# Heinrich Rohrer

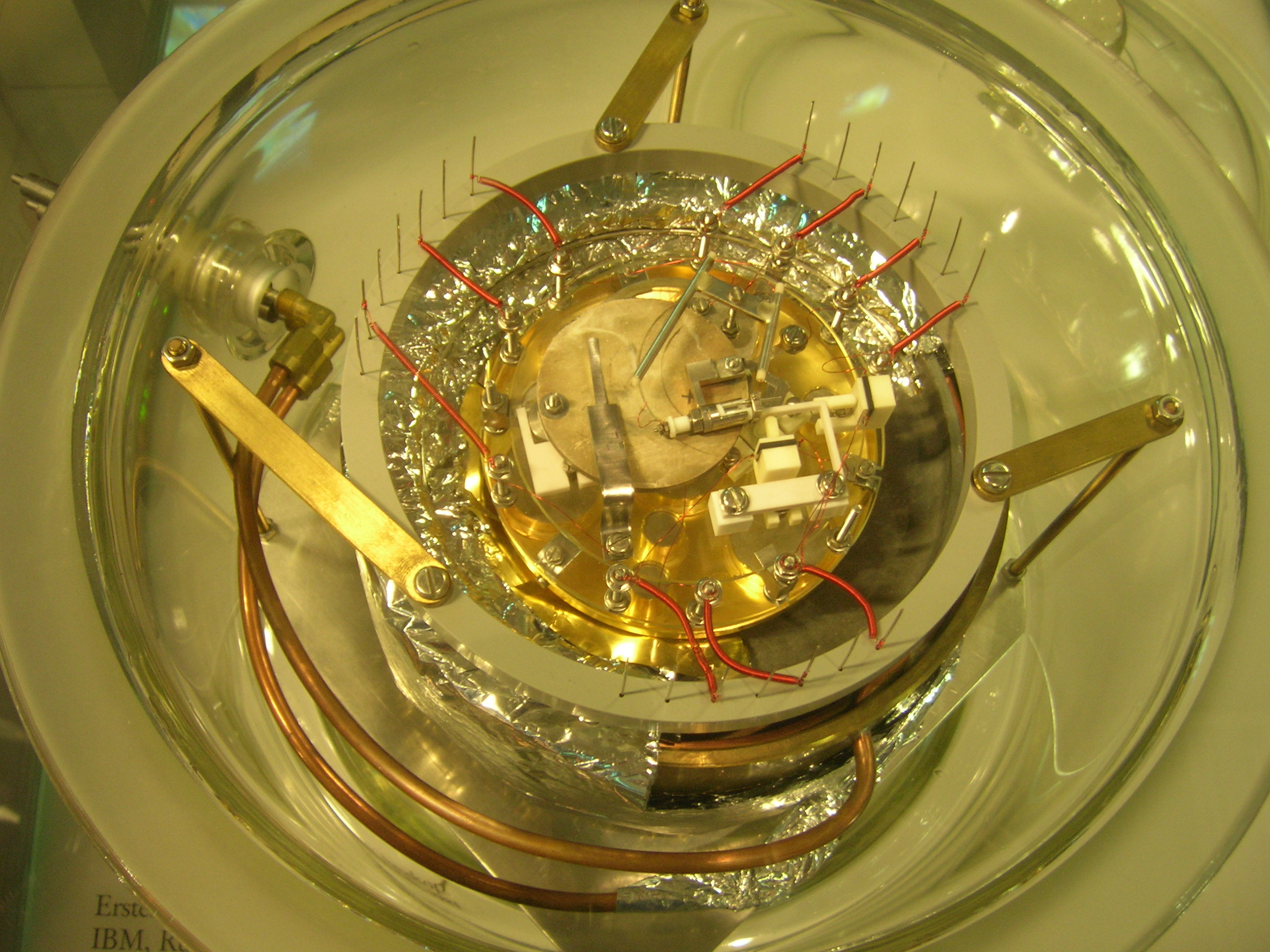
Eerste rastertunnelmicroscoop van Binnig en Rohrer

Heinrich Rohrer (Buchs, 6 juni 1933 – Wollerau, 16 mei 2013) was een Zwitsers natuurkundige. In 1986 ontving hij samen met Gerd Binnig de Nobelprijs voor de Natuurkunde voor hun ontwerp van de rastertunnelmicroscoop.

## Biografie
Heinrich Rohrer werd geboren in Buchs in het kanton Sankt Gallen, als zoon van de grossier Hans Heinrich Rohrer en Katharine Ganpenbein Rohrer, een halfuur na de geboorte van zijn tweelingzus. Hij groeide op op het platteland tot de familie Rohrer in 1949 naar Zürich verhuisde. In augustus 1951 kwam hij terecht op het Eidgenössische Technische Hochschule Zürich (ETH) waar hij onder andere studeerde onder Wolfgang Pauli.
Zijn doctoraalscriptie, getiteld: "Druck- und Volumeneffekte in der Supraleitung", betrof zijn werkzaamheden om lengteveranderingen te meten aan supergeleiders bij magnetisch veld geïnduceerde supergeleidende overgangen. Het onderzoek hierna voerde hij noodzakelijk 's nachts uit omdat zijn metingen zeer gevoelig waren voor trillingen van het wegverkeer.
Zijn studie moest hij tijdelijk onderbreken wegens het vervullen van zijn dienstplicht bij de Zwitserse berginfanterie. In 1961 huwde hij Rose-Marie Egger. Hun huwelijkreis naar de Verenigde Staten was inclusief een onderzoeksopdracht naar thermische geleiding van Type-II halfgeleiders en metalen samen met Bernie Serin aan de Rutgers-universiteit in New Jersey.
In 1963 trad hij dienst van het IBM onderzoekscentrum in Rüschlikon nabij Zürich waar hij onder leiding kwam van Ambros Spieser. In zijn eerste jaren bij IBM bestudeerde hij Kondo-systemen met magnetoresistantie in gepulseerde magnetische velden. Vervolgens deed hij onderzoek naar magnetische fasediagrammen, die hem uiteindelijk bracht op het gebied van kritische fenomenen.
In 1974/75 verbleef hij een sabbatical jaar aan de Universiteit van Californië - Santa Barbara waar hij een studie uitvoerde naar kernspinresonantie samen met Vince Jaccarino en Alan King. In 1978 begon Rohrer, samen met zijn IBM-collega Gerd Binnig, te werken aan de ontwikkeling van de rastertunnelmicroscoop, waarbij het kwantummechanische tunneleffect wordt gebruikt om op atoomniveau het oppervlak van het preparaat af te tasten. Hun uitvinding werd in 1981 voor het eerst gedemonstreerd. In 1986 begonnen Rohrer en Binnig te werken aan de ontwikkeling van de atoomkrachtmicroscoop.

## Erkenning
In 1986 kregen Binnig en Rohrer één helft van de Nobelprijs voor de natuurkunde, de andere helft ging naar Ernst Ruska voor zijn uitvinding van de elektronenmicroscoop. Daarnaast ontving Rohrer samen met Binnig nog enkele wetenschapsprijzen, waaronder de EPS Europhysics Prize (1984), de King Faisal Prize (1986) en de Elliott Cresson Medal (1987) van het Franklin Institute. In 1994 werden ze opgenomen in National Inventors Hall of Fame.